# بوتري بارن
بوتري بارن هي سلسلة متاجر أمريكية راقية لبيع الأثاث المنزلي والتجارة الإلكترونية.  لديها متاجر التجزئة في الولايات المتحدة وكندا وأستراليا وهي شركة فرعية مملوكة بالكامل لشركة ويليامز سونوما إنك.
يقع المقر الرئيسي للشركة في سان فرانسيسكو كاليفورنيا . تدير بوتري بارن أيضًا العديد من المتاجر المتخصصة مثل Pottery Barn Kids و Pottery Barn Teen. لديها ثلاثة كتالوجات للبيع بالتجزئة. كتالوج Pottery Barn التقليدي، Pottery Barn Bed + Bath للتركيز على خطوط الأسرة والحمام وواحد للأثاث الخارجي. 

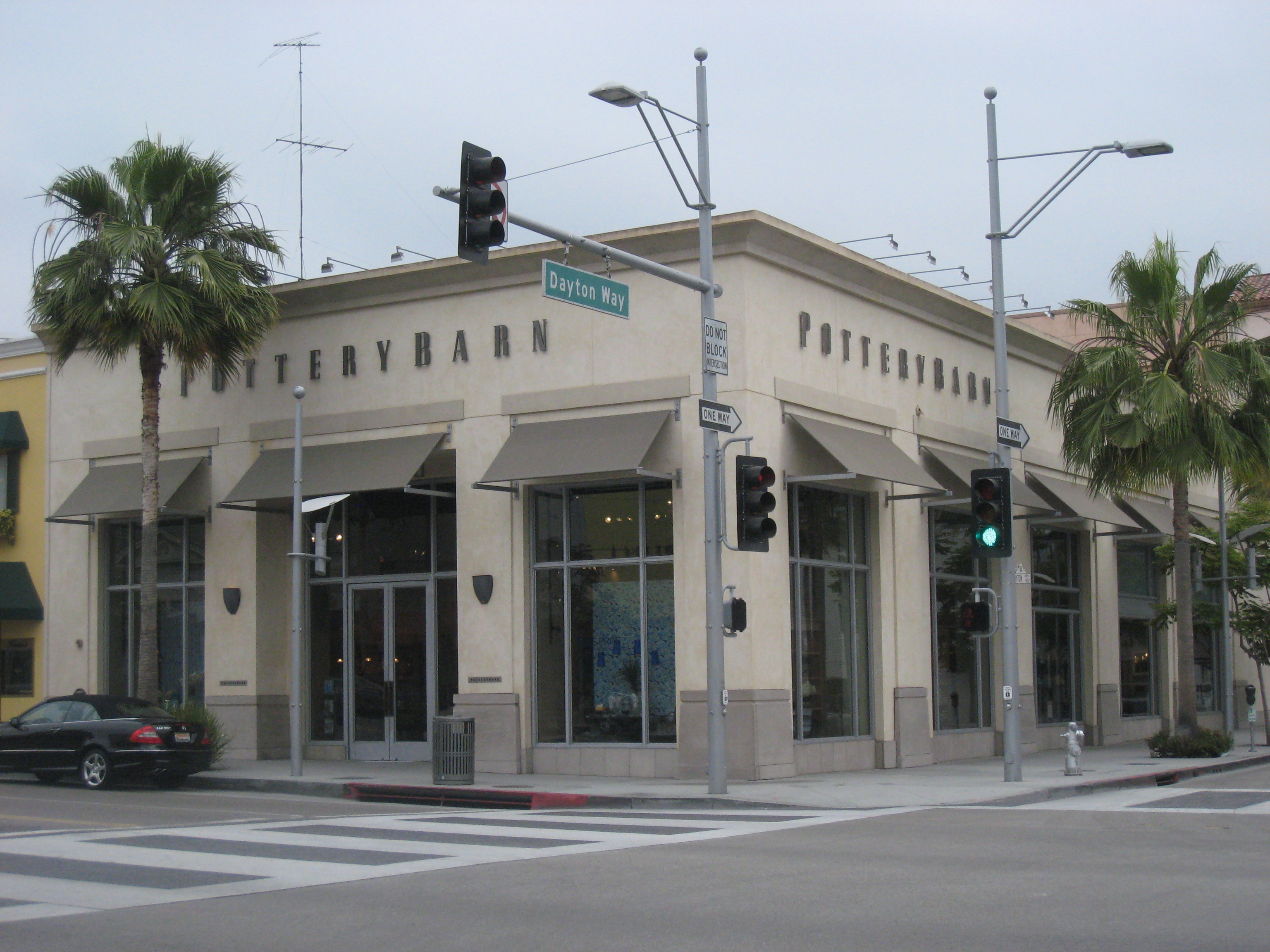
متجر بوتري بارن في بيفرلي هيلز ، كاليفورنيا